# 티아 앨리슨
《티아 앨리슨》(스페인어: Tía Alison)는 2023년 방영된 콜롬비아의 텔레노벨라이다.